# İshaklı, Beykoz
İshaklı là một xã thuộc huyện Beykoz, tỉnh Istanbul, Thổ Nhĩ Kỳ. Dân số thời điểm năm 2010 là 1.13 người.